# Дама (карта)

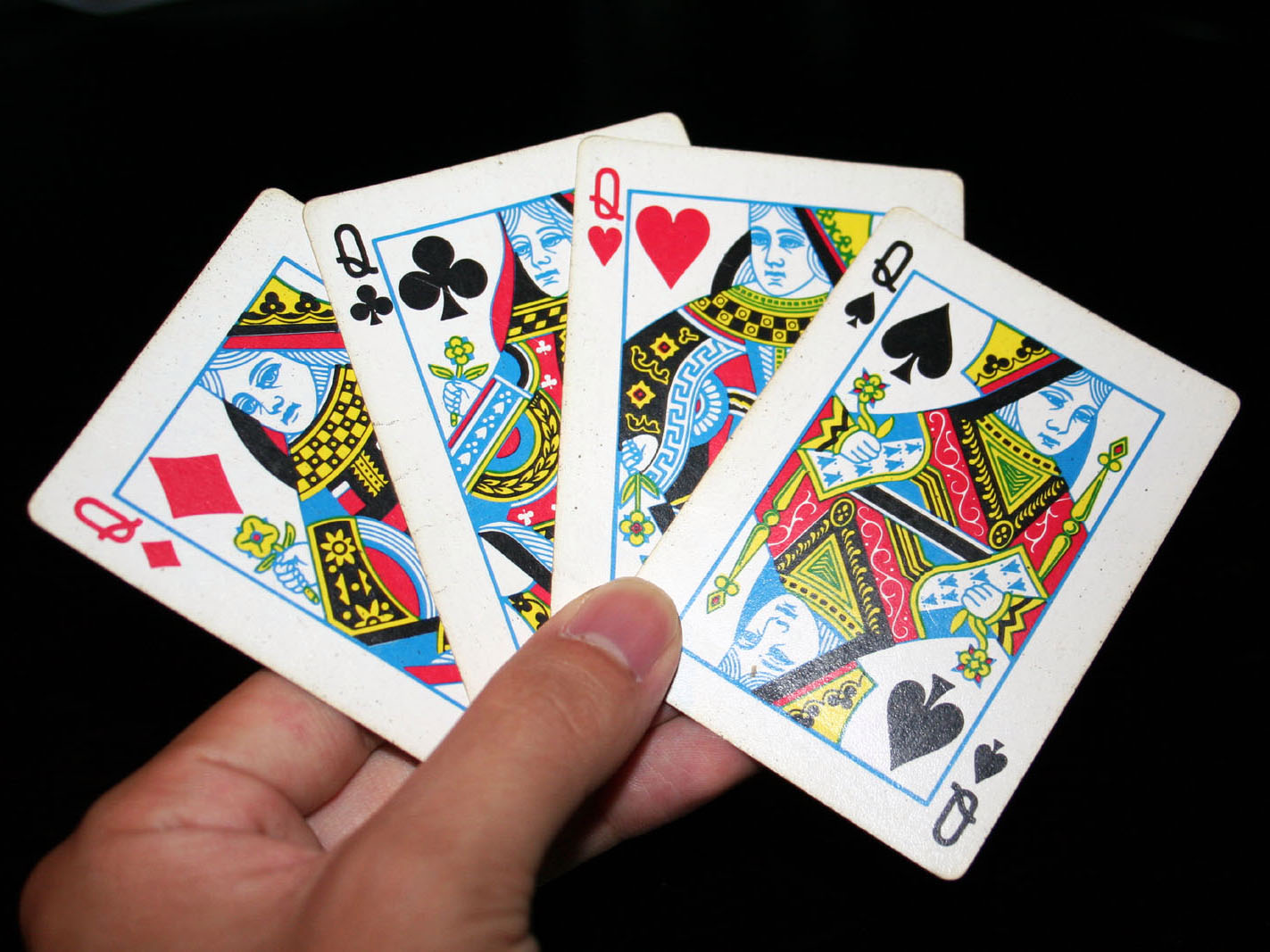
Дами всіх мастей

Да́ма, або краля — гральна карта із зображенням жінки. За старшинством зазвичай нижче короля, але вище валета й має числове значення 12. В англо-американської колоді називається «queen» (королева). Буквений символ дами — Q, або D (фр. Dame), українською, відповідно, Д. В українській мові традиційно зветься краля, наприклад, винова краля — те саме, що й пікова дама.
Разом із королем утворює мар'яж. Дама з французької колоди ототожнюється з вишником з німецької колоди.